# Edward Lovett Pearce
Pour les articles homonymes, voir Pearce.
Sir Edward Lovett Pearce (1699 - 7 décembre 1733) est un architecte irlandais, l’un des pionniers de l’architecture néo-palladienne irlandaise. Il est connu pour avoir créé la Chambres du Parlement Irlandais et travaillé sur le manoir Castletown House. Il est aussi député du parlement irlandais.

## Biographie

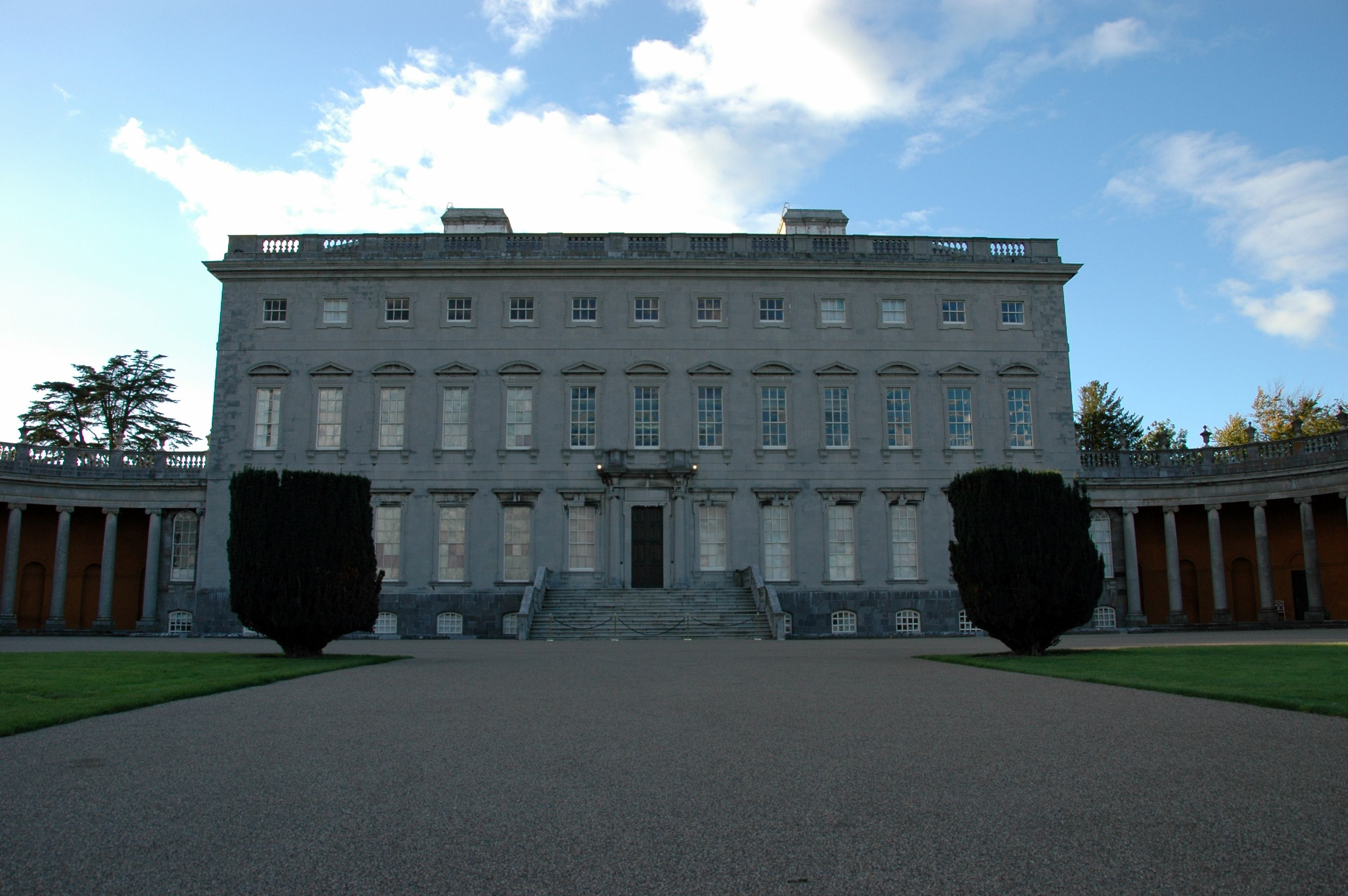
Castletown house

Né dans le Comté de Meath en 1699, Edward Lovett Pearce est le fils du général Edward Pearce et le neveu de l’architecte britannique John Vanbrugh. Il devient l'élève de Vanbrugh à la mort de son père, mais rejetant le style baroque, il part trois ans étudier en France et en Italie où il étudie le style palladien, avant de retourner en Irlande. Il conçoit les anciennes Chambres du Parlement Irlandais à Dublin. En 1924, il continue la construction de Castletown House entamé par Alessandro Galilei deux ans auparavant. Ce chantier ne sera pas fini avant la mort de Pearce. Il crée aussi la façade sud de la Drumcondra House en 1727 et le Cashel Palace en 1728.